# Isaías Samakuva
Isaías Henriques N'gola Samakuva (Kunje, Bié, 8 de juliol de 1946) és un polític d'Angola que ha estat president de la Unió Nacional per a la Independència Total d'Angola (UNITA) des de 2003.
Es va unir a UNITA el 1974. Va ser ambaixador oficial d'UNITA a Europa de 1989 a 1994 i de nou entre 1998 i 2002. Després de la mort en combat del líder d'UNITA Jonas Savimbi i de la mort del seu successor immediat António Dembo el febrer de 2002 a causa de les ferides sofertes en un tiroteig amb les tropes del govern d'Angola, Samakuva va ser escollit en 2003 com a President d'UNITA, que s'havia transformat en un partit d'oposició pacífica.

## Biografia
El 1970 va ser professor a la Casa de la Missió Evangèlica i després va prendre un curs de teologia al Seminari de Dondi, on es va convertir en pastor evangèlic. Es va unir a UNITA el 1974 i, un any després, va ser admès com a funcionari del Ministeri de Treball en el Govern de transició d'Angola.
El 1976, a causa de la inseguretat política, es va retirar als boscos, establint-se en una de les bases d'UNITA a la Regió Militar 25, passant a continuació a la Regió 45, on es va exercir com a cap d'estat major. Dos anys més tard, Samakuva va ser traslladat a la Regió 11 per dirigir l'oficina del líder d'UNITA, Jonas Savimbi, d'allí a la regió Kubango, on va començar a coordinar la logística d'UNITA a l'anomenat Front Sud.
El 1979 va ser delegat a la 12a Conferència Anual d'UNITA i membre electe del Comitè Central, després d'haver estat transferit a Sud-àfrica com a representant del moviment dirigit per Jonas Savimbi en aquest país. El 1984, va ser nomenat vicepresident del Comitè d'Afers Exteriors de la UNITA, i el 1986, en el VI congrés del partit, va ser elegit membre de la secretaria permanent i del gabinet de Jonas Savimbi. Entre 1989 i 1993, va ser el representant d'UNITA al Regne Unit; després va ser delegat a Europa. Després del fallit acord de pau signat a Lisboa (1991) i del protocol de Lusaka (1994), Samakuva va encapçalar una delegació del partit a la Comissió mixta que es va establir per supervisar l'aplicació del Protocol de Lusaka.
En 2000, va ser nomenat cap de la missió externa d'UNITA i, després de la mort de Jonas Savimbi en combat el 22 de febrer de 2002, va tornar a Angola per discutir un alto el foc. Samakuva va ser elegit com a president de la UNITA en 2003 en el IX congrés del partit. El 2007, en el X congrés, va ser re-elegit per al càrrec, derrotant Abel Chivukuvuku.
Samakuva va ser el cap de la llista nacional d'UNITA a les eleccions legislatives d'Angola de 2008. Fou elegit diputat triat a l'Assemblea Nacional d'Angola. En aquestes eleccions, però, UNITA només va obtenir 16 dels 220 escons en joc. Tot i les objeccions del partit als problemes en el procés electoral, Samakuva va anunciar el 8 de setembre de 2008 que UNITA acceptava els resultats de les eleccions. El Comitè Permanent d'UNITA es va reunir posteriorment per considerar el resultat de les eleccions i el lideratge de Samakuva, i el 19 de setembre de 2008, va dir en un comunicat que "reafirmava la seva confiança" en Samakuva, culpant els pobres resultats del partit principalment als abusos del Moviment Popular per a l'Alliberament d'Angola (MPLA). Samavuka va renovar el seu escó a les eleccions legislatives d'Angola de 2012 i va millorar els resultats del seu partit, doblant el nombre d'escons. Samakuva serà candidat d'UNITA a la presidència angolesa a les eleccions legislatives d'Angola de 2017, tot i que ha dit que deixarà el càrrec de president d'UNITA, guanyi o perdi les eleccions.